# Stella Vander
Stella Vander (* 12. Dezember 1950 in Paris; geborene Zelcer) ist eine französische Sängerin, Songwriterin und Musikproduzentin. Sie wurde in den 1960er Jahren unter dem Namen Stella bekannt und ist seit den früheren 1970er Jahren Sängerin bei der französischen Progressive-Rock- und Zeuhlband Magma.

## Leben
Stella Zelcer wurde als Tochter polnischer Immigranten in Paris geboren. Zusammen mit ihrem Onkel Maurice Chorenslup begann sie in den frühen 1960er Jahren Lieder zu schreiben. Im Alter von dreizehn Jahren veröffentlichte sie unter dem Namen Stella ihre erste Platte. In den folgenden fünf Jahren erlangte sie mit der Veröffentlichung von rund einem Dutzend Singles rasch Bekanntheit. Erfolgreich war sie vor allem durch ihre Parodien von Liedern im damals populären Yéyé-Stil und Titeln der französischen Sängerin Sheila. 1969 beendete sie ihre Karriere, da sie die mit ihrer erfolgreichen Karriere verbundene oberflächliche Lebensweise ablehnte.
Anfang der 1970er Jahre heiratete sie den Schlagzeuger Christian Vander und schloss sich dessen Gruppe Magma an, bei der sie seither unter ihrem kobaïanischen Pseudonym Tauhd Zaïa als Solo- sowie Begleitsängerin und an verschiedenen Instrumenten mitwirkt. Als Solosängerin ist sie außerdem bei Christian Vanders zweiter Band Offering aktiv. Während der Bandpause Magmas von 1984 bis 1996 ließ sie sich von Christian Vander scheiden und heiratete Francis Linon, den Tontechniker der Band. Das Paar gründete 1987 das Musiklabel Seventh Records, um die Arbeit von Magma vollständiger und freie organisieren zu können als es über fremde Plattenlabel möglich wäre. 1991 schrieb sie, erstmals wieder seit ihrer Kindheit, zusammen mit Christian Vander und den Musikern von Offering ihr erstes Soloalbum D'épreuves d'amour, dem weitere Alben folgten. 2002 gründeten Stella und Francis Linon das Plattenlabel Ex-Tension.
Seit der Wiedergründung Magmas 1996 übernahm sie dort eine stärkere musikalische und organisatorische Rolle und ist derzeit die prominenteste und beständigste Sängerin der Band.

## Werke

### Singles und EPs
- 1963 – Douée pour la récré - Vingt ans / Les parents twist - Pourquoi pas moi
- 1964 – La surprise est partie - C'est chanter que je préfère / Tu peux rire - Quelle tête il aura
- 1964 – J'veux pas savoir - Nouvelle vague blues / Enfant de saloon - Je te rends mon sablier
- 1965 – Adieu micro, bonjour sillon - Caramels et bretzels / Le vieux banjo - Ma fille, d'où viens-tu ?
- 1966 – J'achète des disques américains - Pourquoi je chante / La vieille chanson d'amour - La flemme
- 1966 – Un air du folklore auvergnat - Tu dis toujours oui / Gaspard - Pauvre Figaro
- 1966 – Si vous connaissez quelque chose (…) - Pas de chansons sur les vacances / Cauchemar autoprotestateur - Beatniks d'occasion
- 1967 – Tout va bien - Je ne peux plus te voir en peinture / Le silence - J'aurais voulu
- 1967 – Carnet de balles - Duo du Sacré-Cœur / Poésie 1967 - Je ne me reconnais plus dans la glace
- 1968 – Matière à réflexion / L'idole des jaunes
- 1968 – Vous devriez avoir honte / Pauvre cloche
- 1968 – Les vieux saucissons / Trempe tes pieds dans le Gange
- 1968 – Stella et Valérie / L'amour quand on y pense

### Alben

#### Soloalben
- 1967 – Stella
- 1991 – D'épreuves d'amour
- 1997 – Pourquoi pas moi
- 2004 – Le cœur allant vers, mit Sophia Domancich
- 2011 – Passage du Nord-Ouest

#### Beteiligungen
- 1977 – Jacques Higelin: Jaloux d'un rêve (Denise)
- 1977 – André Ceccarelli: Ceccarelli (Life Is Only Real Here (Parte 2))
- 1977 – Atoll: Tertio
- 1978 – France Gall: Live Théâtre des Champs-Élysées
- 1979 – Atoll: Rock Puzzle
- 1979 – François Bréant: Voyeur extra-lucide (We Ate Zoo )
- 1979 – Odeurs: 1980: No Sex
- 1980 – Renaud: Marche à l'ombre
- 1988 – Michel Altmayer, Troll Vol. 2
- 1989 – Alain und Yvon Guillard: Pazapa
- 1990 – Lydia Domancich: Au-delà des limites
- 1992 – Christian Vander: Les voyages de Christophe Colomb
- 1993 – Lydia Domancich: Chambre 13
- 1993 – Patrick Gauthier: Sur les flots verticaux
- 1994 – Christian Vander: À tous les enfants
- 1995 – Pierre-Michel Sivadier: D'amour fou d'amour
- 1996 – Patrick Gauthier: Le Morse
- 1997 – Lydia Domancich: Regards, Gimini Music
- 2002 – Christian Vander: Les cygnes et les corbeaux
- 2004 – Simon Goubert: Et après
- 2008 – Jannick Top, Infernal Machina
- 2008 – Pierre-Michel Sivadier: Rue Francœur
- 2012 – Robert Waechter, O Tempora

### Filmographie
- 1965 – L'héroïne de l'enfance
- 1967 – Alphabétiquement votre
- 2016 - Nihao Hamataï – Magma in China